# Marcello Cresti
Marcello Cresti (Grosseto, 26 aprile 1928 – Padova, 2 gennaio 2020) è stato un fisico italiano.

## Biografia
Si laureò in fisica nel 1950 all'Università degli Studi di Pisa frequentando anche la Scuola Normale Superiore.
La sua ricerca si concentrò sulla fisica delle particelle elementari  dei raggi cosmici.
Nel 1951 entrò a far parte di un gruppo che mise a punto e adoperò a 2000 m di quota presso il passo Fedaia  un sistema a camere di Wilson sovrapposte che permetteva un'analisi delle particelle prodotte  dai raggi cosmici. Con questo dispositivo ottenne risultati sugli sciami estesi della radiazione cosmica e sulla produzione di pioni e particelle strane. Nel 1955 lavorò al Max-Planck-Institut di Göttingen per analizzare i dati ottenuti, mettendo a punto una tecnica di ricostruzione degli eventi che si avvaleva di uno dei primi calcolatori elettronici.
Nel 1956/57 lavorò al Radiation Laboratory dell'Università di California a Berkeley. A Berkeley  si unì a un gruppo di recente formazione nel quale si erano raccolti, sotto la direzione di Luis W. Alvarez, fisici sperimentali esperti di tecniche elettroniche e di emulsioni nucleari, che realizzarono i primi esperimenti con camere a bolle a idrogeno liquido. In questo gruppo porta la sua esperienza nell'uso delle camere di Wilson e nella misura delle foto con essa ottenute. Il gruppo di Alvarez mise a punto ed usò per la prima volta in maniera sistematica quelle tecniche di misura con strumenti automatici e di analisi raffinate delle misure, che erano rese possibili dal grande progresso fatto in quel periodo dai calcolatori elettronici e che si sono successivamente estese a tutte le ricerche di fisica. L'uso di queste tecniche, e della camera a bolle a idrogeno, permise la realizzazione di un importante esperimento sulla produzione di particelle strane e la sua rapida e completa analisi, che portò a molti risultati di fondamentale importanza, tra i quali il più significativo fu la scoperta della prima interazione che non conservava la parità e che non coinvolgeva neutrini, cioè l'asimmetria del decadimento del barione Lambda.
Al suo ritorno in Italia nel 1958 mise in piedi un laboratorio per la preparazione e analisi di esperienze con gli acceleratori, che erano appena stati ultimati, del CERN di Ginevra. Per questo costruì il primo strumento europeo per la misura automatica di foto di camera a bolle. Costruì inoltre il primo separatore elettrostatico di massa in Europa, con il quale ottenne un fascio separato di antiprotoni.
Fu professore di ruolo di Fisica Sperimentale a Padova dal novembre 1965. Fu allora che iniziò a impegnarsi affinché anche in Italia si potesse avere a disposizione un calcolatore di dimensioni adeguate; insieme al Prof. G. Mannino, fu uno dei principali artefici della realizzazione del Consorzio Interuniversitario per il Calcolo Automatico di Casalecchio, Bologna.
Dopo il 1965 iniziò una serie di misure sull'interazione di antiprotoni su deuterio.
Nel 1975-76 passò un anno al CERN di Ginevra, dove  progettò e realizzò un fascio di antiprotoni di bassa energia con caratteristiche "spinte" di monocromaticità e collimazione da usare per una misura di alta statistica e risoluzione della sezione d'urto d'interazione dell'antiprotone.
Dal 1978 al 1980 concorse alla realizzazione dell'apparato European Hybrid Spectrometer al CERN, realizzato da una collaborazione di 16 laboratori e comprendente una camera a bolle ed uno spettrometro costituito da Cherenkov, camere a deriva,  misuratori di ionizzazione, "calorimetri" e rivelatori della radiazione di transizione, che verrà utilizzato per la rivelazione ed analisi delle interazioni di altissima energia. Coordinò il gruppo di Padova, che realizzò il calorimetro elettromagnetico.
Dal 1981 al 1984, per tre anni, fu preside della Facoltà di Scienze Matematiche, Fisiche e Naturali dell'Università di Padova. Nei tre anni successivi, dal 1984 al 1987, fu rettore dello stesso ateneo .
Dal 1986 collaborò con il gruppo di Ugo Amaldi al CERN di Ginevra per l'esperimento DELPHI all'acceleratore LEP (interazioni elettrone-positrone); il gruppo di Padova si occupava della costruzione di uno dei calorimetri elettromagnetici.
Dal 1989 con il suo gruppo a Padova e un gruppo di Pisa progettò e realizzò un esperimento sulla rivelazione di raggi cosmici di elevata energia e di raggi gamma; l'esperimento, chiamato CLUE, ha iniziato l'attività astrofisica italiana all'Osservatorio del Roque de los Muchachos nell'isola spagnola di La Palma. Entrò in quiescenza nel 2000.
Muore al Policlinico Universitario di Padova il 2 gennaio 2020.